# Rejsefeber
|  | Denne artikel er oprettet af botten PalnaBot ud fra en ekstern database. Den kan derfor have sproglige fejl eller mangler. Denne skabelon kan fjernes efter kontrol af indholdet. |

Rejsefeber er en musikfilm fra 1944 instrueret af Lau Lauritzen Jr. efter manuskript af Jens Dennow, Svend Asmussen, Ulrik Neumann.

## Handling
Svend Asmussen og Gerda og Ulrik Neumann optræder med forskellige numre, bl.a. "Arabien", "Uno dos y tres" og "La Paloma".